# Linebacker
Linebacker (wspomagający) – pozycja zawodnika formacji obrony drużyny futbolu amerykańskiego i kanadyjskiego.
Wspomagający/Zaliniowi ustawiają się zazwyczaj w two-point-stance (2 kończyny znajdują się na ziemi), przeważnie za liniowymi obrony. Do ich zadań należy m.in. powalanie Biegacza z piłką, Sakowanie Rozgrywającego – czyli powalenie zanim ten zdąży wyrzucić piłkę oraz pokrywanie potencjalnych skrzydłowych drużyny ataku, aby nie dotarło do nich podanie kierowane od rozgrywającego.
Z racji swoich imponujących warunków fizycznych (wzrost, siła i szybkość), są jednymi z największych zagrożeń dla zawodników ataku.